# Tan cerca... Tan lejos
Tan cerca... tan lejos es el noveno álbum de estudio del cantante mexicano José José. Fue lanzado al mercado bajo el sello discográfico RCA Víctor en 1975. La producción discográfica estuvo a cargo de Eduardo Magallanes por tercera vez, con quien trabajó en sus tres álbumes anteriores Cuando tú me quieras (1972), Hasta que vuelvas (1973) y Vive (1974), respectivamente.
Destacan como sencillos los temas: Candilejas (Versión en español y tema compuesto por Charles Chaplin para la pelicula del mismo nombre) Sentimientos, Tan cerca...Tan lejos, Porque yo no soy poeta, Paloma (Cada mañana que te vas)', este último fue utilizado para el tema principal de la telenovela mexicana de la cadena Televisa Paloma (1975), bajo la producción de Ernesto Alonso. Fue protagonista por Ofelia Medina y Andrés García, Hoy vuelvo a ser... El triste y una pieza de música clásica: Divina ilusión (mejor conocida como Estudio para piano n.º 5, de Frédéric Chopin).
En vinilo existe dos versiones nacionales del disco , una con el insert de la portada y la otra sin este. Además, fueron de los primeros casetes que se publicaron en México.
Cabe mencionar que en esta sesión se grabaron 2 duetos con Marco Antonio Muñiz, "Tiempo" de Renato Leduc y "Cruz de olvido" de los hermanos Záizar, se publicaron en un single titulado "Tiempo", 45rpm, en el lp de Marco Antonio Muñiz se publicó "Tiempo" en 1975, posteriormente la Rca Victor, en 1978 sacó un compilado de 10 canciones donde se incluyen ambos duetos con Marco Antonio Muñiz grabados en 1975, y 8 canciones ya grabadas años anteriores.

## Lista de canciones[1]
| Tan cerca... Tan lejos |                                                                            |                                                                                           |          |  |
| N.º                    | Título                                                                     | Escritor(es)                                                                              | Duración |  |
| 1.                     | «Divina ilusión»                                                           | Frédéric Chopin Adapt: al español: Enrique Quezada                                        | 4:08     |  |
| 2.                     | «Sentimientos» (Feelings)                                                  | Morris Albert · Louis Gasté Adapt: al español: López Lee                                  | 4:24     |  |
| 3.                     | «Nuestros recuerdos» (The Way We Were)                                     | M. Hamlisch · Tom Jones · Schmidt · Alan Bergam · Mary Bergam Adapt: al español: G. Prado | 2:57     |  |
| 4.                     | «Tan cerca...Tan lejos»                                                    | Miguel Pons                                                                               | 3:10     |  |
| 5.                     | «Hoy vuelvo a ser...El triste»                                             | Rubén Fuentes · Rafael Cárdenas                                                           | 3:43     |  |
| 6.                     | «Paloma (Cada mañana que te vas)» (Tema principal de la telenovela Paloma) | Roberto Cantoral                                                                          | 3:11     |  |
| 7.                     | «Candilejas» (The Terry Theme)                                             | Charlie Chaplin · Geoffrey Parsons                                                        | 3:41     |  |
| 8.                     | «Porque yo no soy poeta»                                                   | Eduardo Magallanes                                                                        | 4:00     |  |
| 9.                     | «Tú y yo»                                                                  | Armando Manzanero                                                                         | 2:26     |  |
| 10.                    | «Alas» (A José Manuel Lira Ríos)                                           | Eduardo Magallanes                                                                        | 3:18     |  |

## Créditos y personal[1]
- José José - Voz
- E. Magallanes - Arreglos y dirección en pistas 2, 5, 6, 8 y 10.
- Mario Patrón - Arreglos y dirección en pistas 1, 4 y 7.
- Homero Patrón - Arreglos y dirección en pistas 3 y 9.
- Eduardo Magallanes - Director artístico y producción.